# NNC2215
NNC2215 es un tipo de insulina sensible a la glucosa diseñada mediante bioingeniería . Este  fármaco fue diseñado por un equipo de investigadores de Novo Nordisk . 
NNC2215 detecta la presencia de concentración de glucosa en la sangre por lo tanto la sensibilidad de la proteína se reduce cuando la concentración de glucosa es baja, de esta manera reduciendo la posibilidad de una hipoglucemia .  Además, puede cubrir eficazmente el riesgo de fluctuaciones de los niveles de azúcar en sangre.
Este estudio fue publicado en la revista científica Nature el 16 de octubre de 2024.  Este estudio demostró la capacidad de la ingeniería de proteínas en la medicina del futuro y un avance importante en las capacidades de tratamiento.
Desde 1979, la ciencia ha investigado fármacos para la diabetes que sean sensible a la glucosa.  Se espera que dicha proteína resuelva el problema de las fluctuaciones de los niveles de azúcar en la sangre . En el caso de los pacientes con diabetes, el simple hecho de saltarse una comida podría provocar hipoglucemia, una complicación frecuente que puede causar pérdida del conocimiento o convulsiones . 
Hay varios intentos de crear un medicamento de este tipo con distintos niveles de éxito.  